# Simon Stickl
Simon Raphael Stickl (ur. 18 października 1987 r.) – niemiecki narciarz, specjalista narciarstwa dowolnego. Zajął 19. miejsce w skicrossie podczas igrzysk olimpijskich w Vancouver. W tej samej konkurencji zajął 26. miejsce na mistrzostwach świata w Inawashiro. Najlepsze wyniki w Pucharze Świata osiągnął w sezonie 2009/2010, kiedy to zajął 27. miejsce w klasyfikacji generalnej, a w klasyfikacji skirossu był dziewiąty.

## Sukcesy

### Igrzyska olimpijskie
| Miejsce | Dzień     | Rok  | Miejscowość | Konkurencja | Zwycięzca      |
| ------- | --------- | ---- | ----------- | ----------- | -------------- |
| 19.     | 21 lutego | 2010 | Vancouver   | Skicross    | Michael Schmid |

### Mistrzostwa Świata
| Miejsce | Dzień   | Rok  | Miejscowość | Konkurencja | Zwycięzca    |
| ------- | ------- | ---- | ----------- | ----------- | ------------ |
| 26.     | 2 marca | 2009 | Inawashiro  | Skicross    | Andreas Matt |

#### Miejsca w klasyfikacji generalnej
- 2007/2008 – 105.
- 2008/2009 – 170.
- 2009/2010 – 27.
- 2010/2011 –

#### Miejsca na podium
1. Sankt Johann in Tirol – 5 stycznia 2010 (Skicross) – 1. miejsce

- W sumie 1 zwycięstwo.